# فردریک رافائل
فردریک رافائل (انگلیسی: Frederic Raphael؛ زادهٔ ۱۴ اوت ۱۹۳۱) هنرپیشه و فیلم‌نامه‌نویس اهل ایالات متحده آمریکا است. 
از جمله آثار او می‌توان به فیلم‌نامهٔ آکسبریج بلوز اشاره کرد.
وی همچنین برنده جوایزی همچون جایزه اسکار بهترین فیلم‌نامه غیراقتباسی شده است.